# Gorg d'en Perxistor

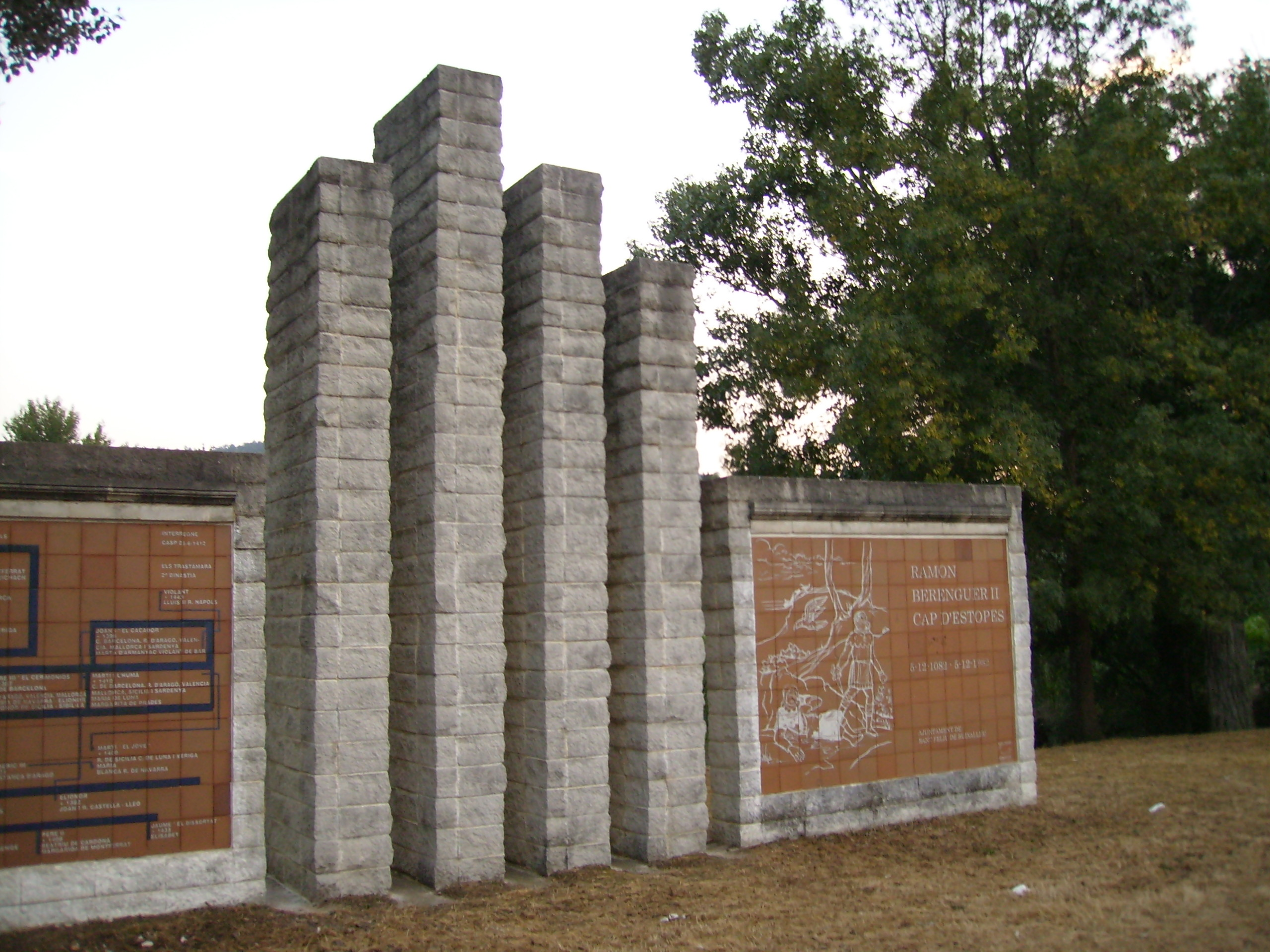
Monument commemoratiu del comte Ramon Berenguer II, Cap d'Estopes, a Sant Feliu de Buixalleu

El gorg d'en Perxistor (també anomenat gorg Negre, gorg de la Perxa de l'Astor o gorg del Comte) és un gorg de la Tordera que es troba a Gaserans (Sant Feliu de Buixalleu), sota la masia de la Perxa d'Astor, actualment Can Perxistor.
Segons la tradició, en aquest lloc morí assassinat el comte de Barcelona Ramon Berenguer II, anomenat Cap d'Estopes, el 5 de desembre de 1082, a mans del seu germà Berenguer Ramon II, el Fratricida.
L'Ajuntament de Sant Feliu de Buixalleu va erigir l'any 1982 un monument commemoratiu, en el qual es pot veure l'arbre genealògic de tota la dinastia catalana d'aquella època.